# Der Rest ist Schweigen (Hamlet)
Der Rest ist Schweigen (englisch: The rest is silence) ist ein Zitat aus William Shakespeares Tragödie Hamlet, Prinz von Dänemark, 5. Aufzug, 2. Szene. Bedeutend ist dieses Zitat dadurch, dass es Hamlets letzte Worte vor seinem tragischen Tod sind. In einem Fechtkampf wird Hamlet von seinem alten Freund Laertes mit einer vergifteten Degenspitze niedergestochen.
Das Zitat ist neben Sein oder Nichtsein, das ist hier die Frage (ebenfalls Hamlet, Prinz von Dänemark) ein bekanntes Zitat aus William Shakespeares Werken und zugleich ein weithin bekanntes Zitat der Weltliteratur.
Heute drückt man mit Der Rest ist Schweigen Ratlosigkeit aus oder äußert sein Unvermögen, zu einer schwierigen Sache etwas zu sagen.
Der Rest ist Schweigen ist auch der Titel eines Films von Helmut Käutner aus dem Jahr 1959.

## Text des Dialogs
| Englischer Text | Deutsche Übersetzung von August Wilhelm von Schlegel (1767–1845): |
| Osric: Young Fortinbras, with conquest come from Poland, To th' ambassadors of England gives This warlike volley. Hamlet: O, I die, Horatio. The potent poison quite o'ercrows my spirit. I cannot live to hear the news from England. But I do prophesy the election lights On Fortinbras. He has my dying voice. So tell him, with th' occurrents, more and less, Which have solicited. The rest is silence. O, O, O, O. (dies) Horatio: Now cracks a noble heart.—Good night, sweet prince, And flights of angels sing thee to thy rest!— Why does the drum come hither? | Osrick: Der junge Fortinbras, der siegreich eben Zurück von Polen kehrt, gibt den Gesandten Von England diesen kriegerischen Gruß. Hamlet: Oh, ich sterbe, Horatio! Das starke Gift bewältigt meinen Geist; Ich kann von England nicht die Kunde hören, Doch prophezei ich: die Erwählung fällt Auf Fortinbras; er hat mein sterbend Wort; Das sagt ihm, samt den Fügungen des Zufalls, Die es dahin gebracht - Der Rest ist Schweigen. Er stirbt Horatio: Da bricht ein edles Herz. - Gute Nacht, mein Fürst! Und Engelscharen singen dich zur Ruh! - Weswegen naht die Trommel? |